# 辽河油田

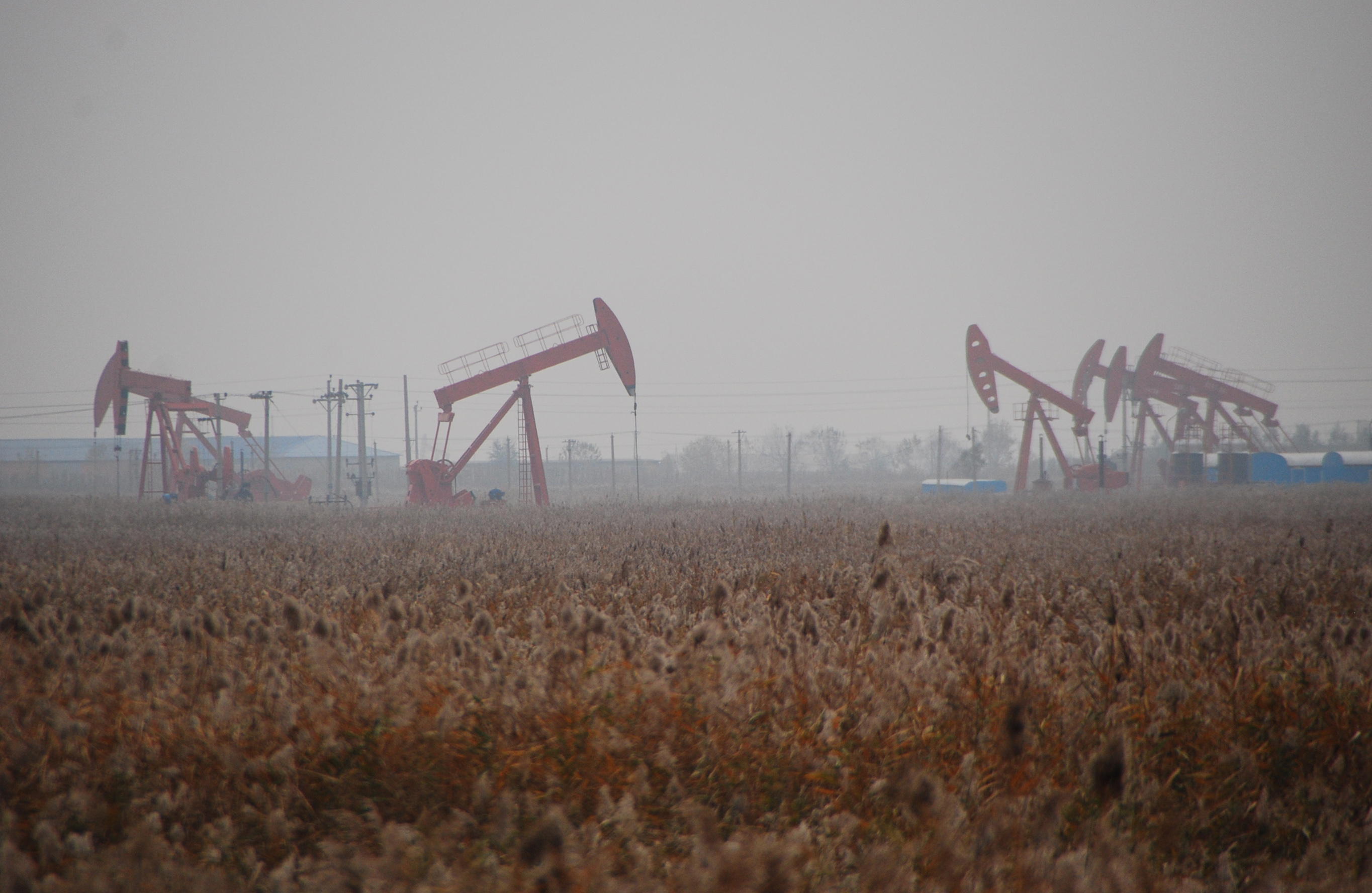
中国辽宁省盘锦市的辽河油田

辽河油田位于中国辽宁省盘锦市。在1990年代曾是中国产量仅次于大庆油田和胜利油田的第三大油田。辽河石油勘探局隶属于中国石油天然气集团公司（PETROCHINA）並有辽河油田（000817）股票上市（已退市）。股票上市後辽河油田轉型為一家石油工業企業，相继承揽了蒙古国修井、塞拉利昂城市供水、印尼油田设计咨询、菲律宾井下打捞等国际外包石油工程，帶動更多技術輸出的收益，目前供水、发电、石油制品船运、通信、物资供应、公路运输、供电、供汽供暖等項目都提供包攬工程服務，全面將石油工業的經營經驗轉化為營利商品。
现有专业技术人员3万多人。自有完整的初、中、高配套的學校体系，直属医院2所分院8所，职工疗养院1所。

## 历史
从1955年开始，地质部第一普查大队、物探局北方地球物理大队、物探局磁航大队、第二物探大队等先后在下辽河地区辽河盆地进行油气地质普查。1964年2月，辽河油田第一批创业者—国家地质部第二普查大队3207钻井队顶着严寒，从大庆石油会战现场开进下辽河，在于楼黄金带构造上开始勘查“辽一井”井位，位于“南大荒”的黄金带人烟稀少、交通不便，生产生活条件异常艰苦。3207钻井队用了近5个月时间，靠着人拉肩扛运入生产生活物资，矗立起下辽河荒原第一口参数井座钻塔“辽一井”。1964年7月4日19时30分第一次试钻，1965年2月15日“辽一井”完钻，井深2720.48米，建立了完整的中新生界地层剖面，找到了多个良好油气显示层，使辽河平原从普查勘探进入寻找油气田的新阶段。1965年7月，地质部第一普查队在“辽一井”西面的大平房地区钻探成功“辽二井”，获工业油气流。此后相继在下辽河地区打探井13口，在欧利坨子、热河台、大平房等地获得工业油流，表明下辽河平原蕴藏着丰富的石油资源。最早打出的辽一井在黄金带，所以油田驻附近的沙岭和红村。1966年钻探的辽6井获工业油气流。1967年3月大庆派来一支队伍进行勘探开发，称“大庆六七三厂”。大庆六七三厂在下辽河开展石油勘探的3年间，先后在8个构造上钻探井23口，探明含油面积37平方公里，找到了热河台、黄金带、于楼、兴隆台4个油气田，为下辽河地区进一步加快勘探指明了方向。1969年终于发现了兴隆台大油田及西部凹陷。1969年11月22日，位于东部凹陷黄金带构造的黄五井，在试油求产过程中突发强烈井喷，在辽宁省、沈阳军区全力支援下，奋战26小时制服了井喷。1970年3月7日下午，沈阳军区司令员、辽宁省革委会主任陈锡联在听取加速下辽河盆地勘探会战工作汇报后，强调指出：这次会战对东北7000万人民、全国九亿人民都是贡献；并强调今年是“鞍钢宪法”发表10周年，争取在3月22日前把钻机搬上来开钻。1970年3月22日，在3241钻井队兴4井井场召开下辽河石油勘探誓师大会，辽河会战开始。1970年4月4日，石油工业部军管会（70）石军字第51号文件，成立辽河石油勘探指挥部（對外公开名稱為六七三石油勘探指揮部）。1970年3月24日，国务院以“特急”下发了“[70]国发文27号文件”《国务院批准石油部军管会关于关于加速下辽河盆地石油勘探的报告》：“这个油田的建成，不仅对解决鞍钢和辽宁地区的燃料结构有现实意义，而且对加速我国石油工业的发展，进一步摸清渤海油田地质情况有重大意义。”油田1970年落户盘锦地区人烟稀少的大洼县田家镇兴隆台，西有曙光锦采欢喜岭，东有高采、茨采、沈采，方便辐射各油区。。1970年9月25日，经辽宁省革命委员会批准，辽河石油勘探指挥部正式更名为“三二二油田”。到1970年年底，10個月時間來自全國8個省、市的會戰人員已達萬人，黃金帶、熱河台、興隆台3個油田鑽井63口，探明含油面積1778平方千米、含氣面積387平方千米，開辟了883平方千米的生產試驗區，相繼建成了黃1、黃2、熱1、熱2等4個計量、接轉站，黃金帶至鞍山高壓輸氣管道正式向鞍鋼輸送天然氣，當月供氣量為91萬立方米。1971年8月给盘锦炼油厂供油。1971年9月兴隆台油气田正式投入生产。1971年9月18日，油田第一列车原油外运。1973年5月19日，“三二二”油田更名為遼河石油勘探局。1976年6月8日正式给辽河化肥厂供气。
1980年1月29日,《人民日报》正式向国内外公布辽河油田建成（此前为不公开单位），当年辽河年产原油500万吨,天然气17亿立方米。1983年9月，辽河油田原油日产量闯新高1.8万吨，成为全国第四大油田。1984年5月初，中共中央总书记胡耀邦、中央军委秘书长杨尚昆出访朝鲜途中，在盘锦火车站专列上听取了辽河石油勘探局领导的工作汇报，胡耀邦提出，希望辽河油田“争取当个油老三”。1984年6月，国务院批准撤销盘山县，设立盘锦市，行政区域以原盘山县行政区划为基础。1984年12月，国务委员康世恩听取周永康汇报考察尼日利亚石油情况时，对盘锦市提出指导意见：盘锦的主要任务，是服务于油田发展，“体制上，油田要掏钱建设，将来成立的兴隆台区油地双重领导；市政府设立在辽河油田总部驻地。”1986年总产量突破千万吨。	1990年1月7日国务院发文《国务院关于同意辽河油田划归中国石油天然气总公司管理的批复》 国函〔1990〕5号，同意辽宁省人民政府《关于解决辽河油田亏损问题的请示》(辽政〔1989〕100号)，辽河油田划归中国石油天然气总公司管理，产品税按国家规定地方和中央财政三、七分成。
1995年原油产量1552万吨为历史最高峰，天然气产量达到17.5亿立方米。随后原油产量开始走下坡路。2004年原油产量1200万吨，2008年1123万吨，2012年勉强达到千万吨，在中国油田中排名第七，位于大庆、胜利、长庆油田、渤海油田、延长油田、新疆油田之后。目前，辽河油田推进辽河主战场“硬稳”、新增矿权区“快上”，保持原油1000万吨有效稳产到2025年，实现自1986年以来的千万吨规模连续稳产40年；在此基础上，力争将千万吨规模稳定到2030年，为油田高质量发展赢得更多机遇和空间。
1999年8月13日辽河油田改制重组、主辅业分开分立。此前共有职工13万多人，固定资产原值313亿元，净值149亿元。划入核心业务的单位21个，划入非核心业务的单位57个，分立为两个单位，即辽河油田分公司和辽河石油勘探局。辽河石油勘探局为中油集团公司直属的大型综合性地区工程技术服务公司，主要业务为石油工程技术、生产保障和社会服务、多种经营四大板块，全局有50个二级单位，职工近7万人，另有离退休职工2.5万人，企业总资产为169亿元，净资产114亿元，总负债75.2亿元，资产负债率44.48%。至2000年底，辽河油田对28,553名职工办理了有偿解除劳动关系，其中辽河石油勘探局24,553人，辽河油田分公司4,000人。 
1999年辽河油田荣获“中国企业管理杰出贡献奖”；2001年荣获五一劳动奖状、全国精神文明建设先进单位。50年来，辽河油田累计生产原油4.8亿多吨、天然气880多亿立方米，上缴利税费2800多亿元。